# 朱厚𰟙
廣信恭順王朱厚𰟙（？—1577年），明朝第一代廣信王，淮莊王朱祐楑庶五子。

## 生平
嘉靖二十一年（1542年）十二月，明世宗遣武進伯朱海等為正使，翰林院編修郭朴等為副使，持節冊封朱厚𰟙為廣信王。
嘉靖三十七年（1558年）七月，世宗遣武安侯鄭崑等為正使，尚寶司卿王有壬等為副使，持節冊封西城兵馬副指揮何本澄的女兒為廣信王妃。
萬曆五年（1577年）去世。
萬曆二十八年（1600年）十一月，明神宗派遣王爾康掌行其喪禮。
萬曆三十二年（1604年），明政府賜諡恭順，墓在饒州府龍吼山，今江西省上饶市鄱阳县白沙洲。同年四月，其嫡長子朱載堡即位。

## 家庭
- 妻：何氏

- 嫡長子：鎮國將軍→廣信王朱載堡
- 第二子：鎮國將軍朱載垣[9]

- 女：始平縣主，儀賓胡世祿，萬曆二年（1574年）明神宗授以冠帶[10] 。

## 評價
敬順事上（恭），和比於理（順）。